# فوشون

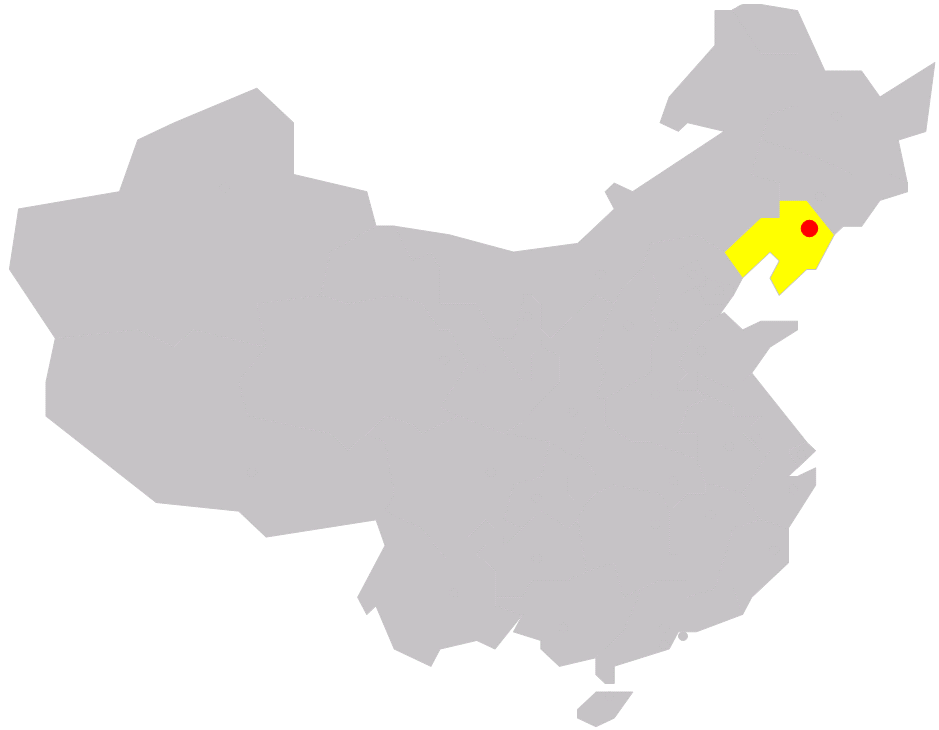
فوشون در استان لیائونینگ چین.

فوشون (نیز فوشوئن)(به چینی: 撫順 به انگلیسی: Fushun) یکی از شهرهای کشور China است. جمعیت آن در سال ۲۰۰۸ میلادی برابر ۱،۴۰۴،۹۴۴ نفر تخمین زده شده است . وسعت شهر ۶۷۵ کیلومتر مربع است .
فوشون مرکز استان لیائونینگ در شمال شرقی چین است. فاصله آن با شنیانگ مرکز این استان ۴۵ کیلومتر است.

## نگارخانه

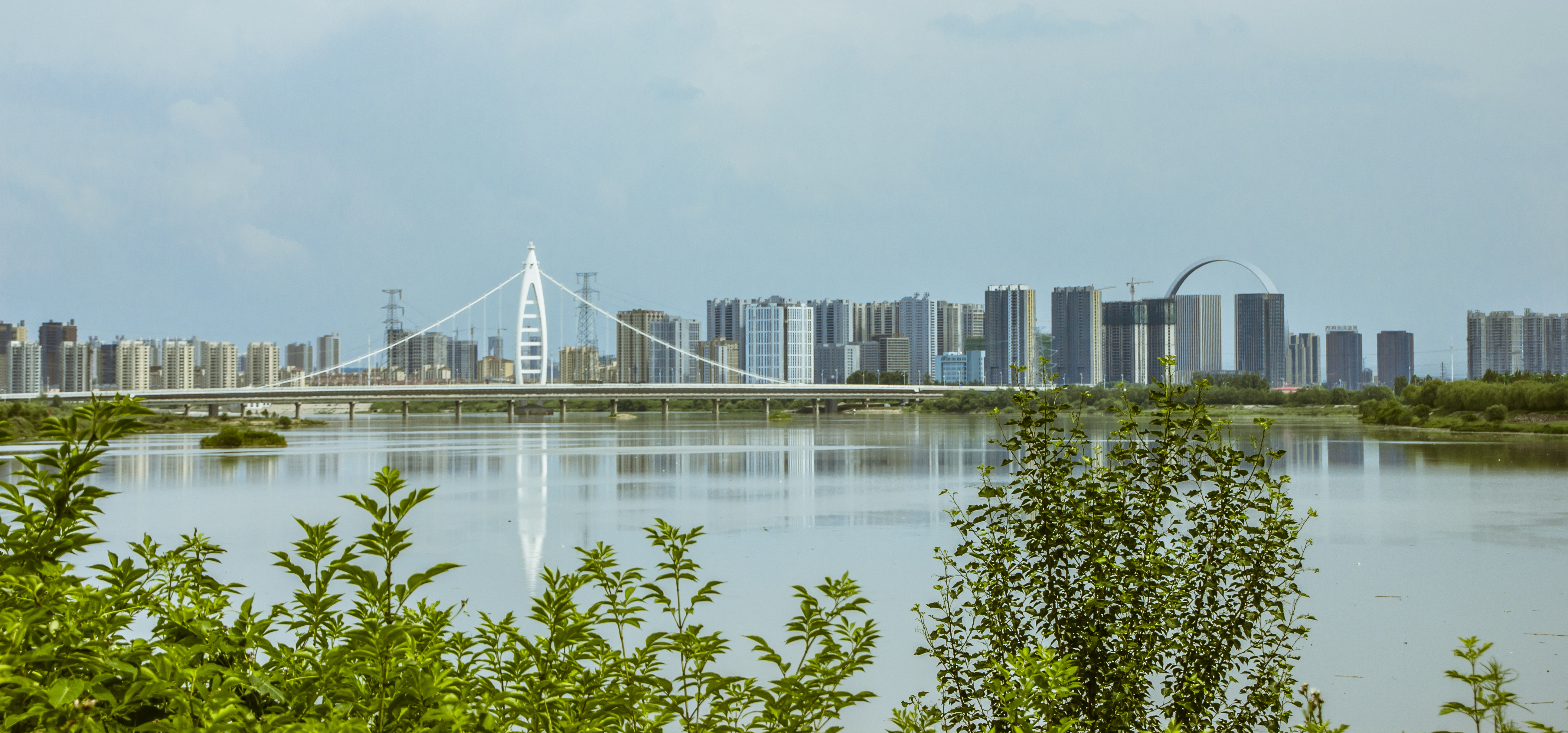